# (4106) Nada
(4106) Nada (1989 EW) – planetoida z pasa głównego asteroid okrążająca Słońce w ciągu 4,57 lat w średniej odległości 2,75 j.a. Odkryta 6 marca 1989 roku.